# Пидорич Марія Андріївна
Марія Андріївна Пидорич (20 листопада 1917? — ?) — українська радянська діячка, новатор сільськогосподарського виробництва, доярка бурякорадгоспу імені Андреєва («Драбівський») Драбівського району Черкаської області. Депутат Верховної Ради УРСР 4—5-го скликань.

## Біографія
Народилася в селянській родині.
З 1930-х років — доярка бурякорадгоспу імені Андреєва Драбівського району Черкащини.
Під час німецько-радянської війни перебувала в евакуації, працювала в Махоровському бурякорадгоспі Воронезької області РРФСР. 
З 1944 року — доярка молочнотоварної ферми Петровського відділку бурякорадгоспу імені Андреєва (потім — «Драбівський») Драбівського району Черкаської області. Надоювала від кожної із 14 закріплених за нею корів по 5.067 кілограмів молока за рік.
Потім — на пенсії.

## Нагороди
- орден Леніна (26.02.1958)
- ордени
- медалі